# Epidesma ursula
Epidesma ursula là một loài bướm đêm thuộc phân họ Arctiinae, họ Erebidae.